# Odette Mwamba
Pour les articles homonymes, voir Mwamba.
Odette Mwamba Banza, née le 28 février 1966 à Kabongo, est une personnalité politique de la République Démocratique du Congo et députée nationale de la circonscription de Kabongo dans la province de Haut-Lomami depuis les élections législatives du décembre 2018,,,,.